# 1922 dans les chemins de fer

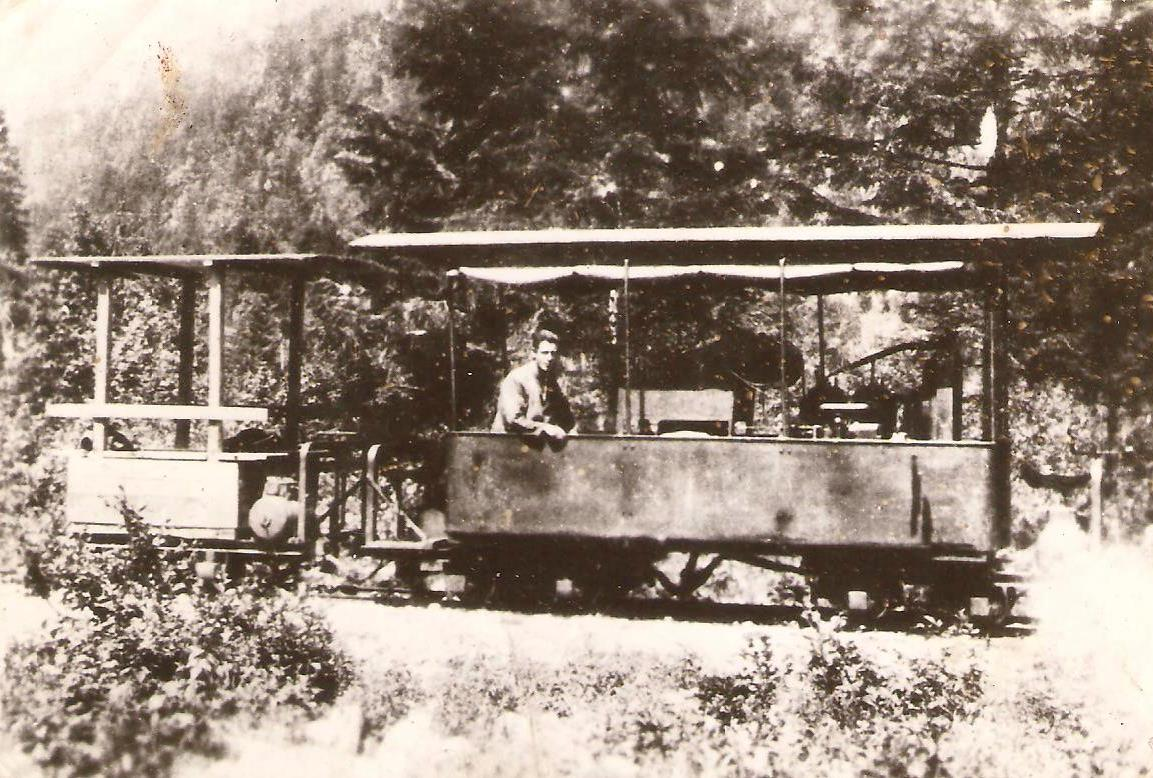

Chronologie des chemins de fer
1921 dans les chemins de fer - 1922 - 1923 dans les chemins de fer

## Évènements

### Juillet
- 25 juillet : mise en service de la section Jaca - Canfranc de la ligne de Saragosse à Canfranc.

### Août
- 1er août, France : catastrophe de Laguian-Mazous (Gers), qui fit 31 morts et une centaine de blessés.

### Novembre
- 8 novembre, France : ouverture de la première section de la ligne 9 du métro de Paris entre Exelmans et Trocadéro.